# Základní věta aritmetiky
Základní věta aritmetiky je matematická věta z oboru aritmetiky, která tvrdí, že každé přirozené číslo větší než 1 lze rozložit na součin prvočísel, a to jednoznačně až na jejich pořadí.

## Přesná formulace
Pro každé přirozené číslo {\displaystyle c\,\!} existuje právě jedna skupina celých kladných čísel {\displaystyle n,m_{1},m_{2},\ldots ,m_{n}\,\!} a právě jedna skupina podle velikosti seřazených prvočísel: {\displaystyle p_{1}<p_{2}<\ldots <p_{n}\,\!} tak, že
{\displaystyle p_{1}^{m_{1}}\cdot p_{2}^{m_{2}}\cdot p_{3}^{m_{3}}\cdot \ldots \cdot p_{n}^{m_{n}}=c}

## Důkaz
K níže uvedenému důkazu je potřeba Eukleidovo lemma – pokud prvočíslo dělí součin dvou celých čísel, pak dělí alespoň jedno z těchto čísel. 
Důkaz věty se skládá ze dvou částí – důkazu existence a důkazu jednoznačnosti rozkladu.

### Existence
Ukážeme, že každé celé číslo {\displaystyle n>1} je buď prvočíslo, nebo součin prvočísel.
Důkaz provedeme pomocí silné matematické indukce:
- Pro {\displaystyle n=2} tvrzení platí, protože 2 je prvočíslo.
- Nechť tvrzení platí pro všechna čísla {\displaystyle 2\leq m<n}. Ukážeme, že platí i pro {\displaystyle n}.

Pokud je {\displaystyle n} prvočíslo, je hotovo. Jinak existují celá čísla {\displaystyle a,b} taková, že {\displaystyle n=ab}, kde {\displaystyle 1<a\leq b<n}. Podle indukčního předpokladu lze {\displaystyle a} rozložit na součin prvočísel {\displaystyle p_{1}p_{2}\dots p_{j}} a {\displaystyle b} na součin prvočísel {\displaystyle q_{1}q_{2}\dots q_{k}}. 
Potom ale platí {\displaystyle n=ab=p_{1}p_{2}\dots p_{j}\cdot q_{1}q_{2}\dots q_{k}}, tedy i {\displaystyle n} je součinem prvočísel.

### Jednoznačnost
Nyní pro spor předpokládejme, že existuje číslo {\displaystyle n>1}, které má dva různé prvočíselné rozklady. Zvolme nejmenší takové číslo {\displaystyle n}. Pak existují prvočísla {\displaystyle p_{1},\dots ,p_{j}} a {\displaystyle q_{1},\dots ,q_{k}}, taková, že
{\displaystyle n=p_{1}p_{2}\dots p_{j}=q_{1}q_{2}\dots q_{k}}, přičemž ještě předpokládáme, že tyto rozklady nejsou shodné ani po libovolném přeuspořádání činitelů.
Protože {\displaystyle p_{1}} dělí součin {\displaystyle q_{1}q_{2}\dots q_{k}}, podle Eukleidova lemmatu dělí některé z prvočísel {\displaystyle q_{i}}. Bez újmy na obecnosti předpokládejme, že {\displaystyle p_{1}} dělí {\displaystyle q_{1}}. Protože {\displaystyle p_{1}} a {\displaystyle q_{1}} jsou prvočísla, musí platit {\displaystyle p_{1}=q_{1}}.
Zkrácením stejného prvočísla na obou stranách rovnosti dostaneme
{\displaystyle p_{2}\dots p_{j}=q_{2}\dots q_{k}}.
Tedy číslo {\displaystyle n'={\frac {n}{p_{1}}}} má také dva různé prvočíselné rozklady, přičemž {\displaystyle n'<n}, což je ale v rozporu s předpokladem, že {\displaystyle n} je nejmenší číslo s dvěma různými rozklady.